# Oscar Peer
Pour les articles homonymes, voir Peer.
Oscar Peer, né le 23 avril 1928 à Lavin et mort le 22 décembre 2013 à Coire, est un romancier, dramaturge et philologiste suisse qui écrit en romanche et en allemand. Il est le frère d'Andri Peer.

## Biographie
Oscar Peer est né le 23 avril 1928 à Lavin.
Il fréquente l'école normale à Coire puis devient instituteur à Tschierv et Felsberg avant d'étudier les langues romanes et germaniques à Zurich et à Paris. Sa thèse de doctorat de 1964 porte sur le poète Gian Fontana (de). Entre 1961 et 1970 il est maître de français et d'italien à l'école cantonale de Winterthour puis enseigne de 1970 jusqu'en 1996 à l'école normale cantonale de Coire.  
Il est mort le 22 décembre 2013 à Coire.

## Publications
- 1952 : La chasa veglia[3]
- 1962 : Dicziunari rumantsch ladin-tudais-ch[2]
- 1978 : Accord[3]
- 1980 : Eva[3]
- 1981 : Viadi sur cunfin[3]
- 1988 : Nozzas d'inviern[3]
- 1990 : Il grond Corradi[3]
- 2002 : Intermezzos[3]
- 2005 : Akkord - Il retuorn (en vallader et en allemand)[3]
- 2005 : In tschercha dal figl[3]
- 2007 : Das Raunen des Flusses (en allemand)[3]
- 2013 : Eva ed il sonch Antoni (en vallader et en allemand)[3]

## Film
- 1983 : scénario du film Retuorn[3]

## Prix
- 1977 : prix Schiller[2]
- 1983 : prix de reconnaissance du Canton des Grisons[2]
- 2000 : prix des auditeurs de la RTS pour Coupe sombre[4]
- 2003 : prix culturel du Canton des Grisons[2]